# Lamberto II de Espoleto

Território de Lamberto II em 898.

Lamberto II de Espoleto (880 - 898) foi Rei da Itália e Imperador dos Romanos. Foi Coroado co-Imperador em 892 também pelo Papa Formoso, e teve o título em litígio com Arnulfo a partir de 896.